# Schwarz Sándor
Schwarz Sándor (Debrecen, 1911. augusztus 30. – Debrecen, 2007. március 2.) zsidó származású magyar író, holokauszttúlélő.

## Élete
Öten voltak testvérek, szülei 1879-ben születtek. Apja cipész volt egy cipőgyárban, anyja a család háztartását vezette. 
1940 és 1944 között hét alkalommal hívták be munkaszolgálatra, fegyver nélküli munkára. Behívót kapott Hajdúnánásra, Püspökladányba, Szolnokra és Gyomára is. Ez idő alatt különböző gyötrelmeknek vetették alá a munkára alkalmas zsidó férfiakat; kutakat kellett fúrniuk, vasúti munkát végeztek, vagongyárban dolgoztak, esetleg a füvet kellett tépkedniük szálanként a térd behajlítása nélkül. 1942 tavaszán megmenekült, hogy az ukrajnai frontra küldjék, majd később a szovjet területre tartó csapatokból is kimaradt. Öccsét azonban elvitték, ekkor láthatta utoljára. Hazatérése után elkezdték a debreceni zsidóság gettókba tömörítését. Családjával és számos rokonával együtt kellett osztozniuk egy kis lakás egyik szobáján.

### 11 hónapig a halál árnyékában
1944 júniusában megkezdődtek a deportálások, 29-én pedig nyolcvanötödikként a debreceni vasúti marhavagonba kerül, szegényes ruhában és térdsérüléssel. Három napi folyamatos utazás után július 1-én, hajnalban érkeztek meg a lengyelországi auschwitzi koncentrációs táborba. Josef Mengele doktor utasítására esélyt kapott az életre a táborban, míg a munkára alkalmatlanok gázkamrába kerültek. Az ott szolgáló SS-katonák szórakoztatásukra labdarúgó csapatokat állítottak össze, ehhez hivatalos labdarúgókat kerestek, amire Schwarz Sándor önként jelentkezett. Bár korábban játszott megyei bajnokságban, de nem volt profi futballista. Az elvárásoknak megfelelt, így ő lett a cigányláger válogatottjának jobbhátvédje. A fekete futballruha védelmet jelentett számukra, nem kellett dolgozniuk és valamivel több élelemet kaptak, mint a többi rab. Négy sikeres mérkőzés után, harminchárom éves korában "futballsztárrá" vált az auschwitzi koncentrációs táborban. Ott azonban nem a sikerért, hanem az életben maradásért játszottak. Rövid idővel később ismét vissza kellett vennie a rabruhát, 1944. augusztus 2-án pedig már a lőszergyárban kezd dolgozni napi tizenkét órában. A munka rendkívül megterhelő volt, és enni is alig kaptak, így a néhány hónappal későbbi utolsó mérkőzésén már éppen csak sétálni tudott a pályán. Auschwitzi futballkarrierjének eseményei ihlették az 1981-es John Huston által rendezett Menekülés a győzelembe című filmet.
A szovjet hadsereg előrenyomulása miatt a tábor összes lakóját továbbhurcolták, így 5 hónap után, 1945. január 18-án elhagyhatta az auschwitzi fogolytábor területét.
Hosszú menetelés után érkeztek meg a gross-roseni lágerbe, ahol viszonylag rövid időt töltöttek. Ezután ismét marhavagonokba kerültek, ahol további öt napig utaztak étlen-szomjan, amíg meg nem érkeztek a dachaui koncentrációs táborba. Néhány hónap után egy újabb lágerbe került a mühldorfi erdőben. Az ereje fogytán volt, mégis kibírta a viszontagságos körülményeket. 1945. május 2-án az amerikai katonák felszabadították a bajorországi mühldorfi koncentrációs tábor megmaradt foglyait. Mindössze harminchat kilósan került ki a láger fogságából tizenegy hónapnyi kín és szenvedés után. Százezrek haltak meg körülötte, ő azonban túlélte a 20. század véres megpróbáltatásait, ahol hétszer került szembe a gázkamrával, s hét ízben hagyta ott élve.

### A holokauszton túl
1945. május 6-án az amerikaiak mentőkocsival vitték el, majd a következő két hónapban megpróbálták felerősíteni, meggyógyítani. 1945 júliusában visszatért a romokban heverő Debrecenbe, szülővárosába. Hazaérkezése után már nem térhetett vissza a Hatvan utca 60. szám alatti lakásukba, ismeretlenek éltek már ott. Családját igyekezett megtalálni, habár fogalma sem volt róla hova kerülhettek. Szülei eleinte megmenekültek a bevagonírozástól, később azonban húgával együtt Ausztria, Bécs melletti táborba kerültek. Mindnyájan élve hazakerültek. Később húga férjhez ment Békéscsabára, ő pedig tovább ápolta szüleit. Eközben megválasztották a debreceni textilgyár vezetőjének, majd 1951 és 1970 között a Centrum áruház megbecsült igazgatója volt. 2007. március 2-án, kilencvenhat esztendős korában halt meg a magát auschwitzi embernek nevező Schwarz Sándor. Halála napjáig magán viselte az auschwitzi táborban alkarjára varrt "nevét", az A-17854-es fogoly.

## Művei
- Szegedtől a Gulagig. Schwarcz Sándor visszaemlékezése; sajtó alá rend., bev. A. Sajti Enikő, szerk. Anderle Ádám; JATE, Szeged, 1997
- A halál árnyékának völgyében; Oliver Games International, Bp., 2005
- A-17854-es Túlélő: Több száz éves vagyok című verse
- Schwarz Sándorról szóló Menekülés a vereségbe című 41 oldalnyi történet
- Steven Spielberg (aki a Survivors of the Visual History Foundation elnöke) 10 órányi felvételt készített vele

### Cikkei
- Ercsi Híradó;"A gyógyító Auschwitz", 2003. november-december
- Ercsi Híradó;"Magyar maradtam", 2003. február
- Auschwitzban "kettes" lettem
- Feltámadtam
- Megfeszült izmokkal
- A moslék
- Nyolc félidő a pokolban